# Pristimantis jaimei
Espèce
Synonymes
- Eleutherodactylus jaimei Lynch, 1992

Statut de conservation UICN

 CR  : 
En danger critique
Pristimantis jaimei est une espèce d'amphibiens de la famille des Craugastoridae.

## Répartition
Cette espèce est endémique du département de Cauca en Colombie. Elle se rencontre entre 1 250 et 1 500 m d'altitude sur le versant Ouest de la cordillère Occidentale.

## Étymologie
Cette espèce est nommée en l'honneur de Jaime Ramírez Avila.

## Publication originale
- Lynch, 1992 : Two new species of Eleutherodactylus from southwestern Colombia and the proposal of a new species group (Amphibia: Leptodactylidae). Journal of Herpetology, vol. 26, no 1, p. 53-59.